# София Магдалина (линейный корабль)
«Софи́я Магдали́на» — парусный линейный корабль российского императорского флота.

## Строительство
Построен в Швеции в 1774 году. При спуске на воду получил имя «София Магдалена» (швед. Sofia Magdalena) в честь Софии Магдалены, супруги шведского короля Густава III.

## Конструкция
Вооружение состояло из 74 корабельных орудий.

## Служба

### Военно-морские силы Швеции
С 1774 года нес службу в составе Военно-морских силах Швеции. 6 (17) июля 1788 года участвовал в Гогландском сражении.
В июне 1790 года участвовал в Выборгском сражении. В ходе сражения был захвачен как приз российскими моряками. В оценке точной даты захвата «Софии Магдалины» мнения историков расходятся. Российские источники приводят дату 23 июня (4 июля) 1790 года, иностранные — 3 июля 1790 года.

### Военно-морской флот России
В июле 1790 года корабль вошел в состав Российского Императорского флота как «София Магдалина». В 1791 году с эскадрой находился в практическом плавании в Финском заливе.
Корабль участвовал в войне с Францией 1792—1797 годов. 28 июля 1793 года пришел к флоту, стоявшему у острова Mэн, сменив поврежденный линейный корабль «Максим Исповедник». 20 августа 1793 года с флотом прибыл в Ревель. В 1794 и 1797 год в составе эскадр крейсировал в Финском заливе. В 1795 и 1796 год стоял на Ревельском рейде.
И в войне с Францией 1798—1800 годов. 11 июня 1798 года с флотом вышел из Ревеля к острову Борнгольм для блокады проливов. С 19 июня по 28 июля 1798 года в составе эскадры контр-адмирала П. И. Шишкина ходил к Любеку. 28 июля у острова Mэн эскадра соединилась с флотом, и 3 августа 1798 года пришла в Ревель. 20 августа в составе эскадры контр-адмирала П. К. Карцова линейный корабль «София Mагдалина» вышел из Ревеля к берегам Англии для совместных действий с английским флотом против Франции. 19 сентября 1798 года у мыса Скаген суда попали в сильный шторм, получили повреждения и 24 сентября зашли в залив Мандаль (Hорвегия) «для исправления». 28 октября они вышли в море, но из-за шторма вынуждены были зайти в залив Эквог. 29 октября в составе эскадры корабль вышел в море, но вскоре разлучился с ней и шел самостоятельно. 4 ноября прибыл в Гулль, а 9 декабря в Ярмут. До июня 1800 года «София Mагдалина» находилась в Англии, выходя в составе отрядов в крейсерство в Северное море. 19 июня 1800 года «София Mагдалина», приняв на борт русские войска, с эскадрой вышла из Портсмута и 9 июля прибыла в Ревель.

### Дальнейшая служба
В 1801 году находился в практическом плавании в Финском заливе. После этого похода в море не выходил, стоял в Кронштадте.
Корабль был разобран после 1805 года.

## Командиры
- П. В. Чичагов (1791—1794)
- И. А. Пеллисиер (1795)
- И. Ф. Штейнгель (1796—1800)
- К. А. Абернибесов (1801—1802)
- С. Я. Дешаплет (1803—1805)